# Sepp De Roover
Sepp De Roover (* 12. November 1984 in Geel) ist ein belgischer Fußballspieler. Der Abwehrspieler spielte bislang vornehmlich in den niederländischen Ligen bei FC Eindhoven, Sparta Rotterdam und FC Groningen. Nach zwei Jahren in der belgischen Heimat bei Sporting Lokeren kehrte er 2012 zurück und schloss sich NAC Breda an. Seit 2015 spielt er für den Amateurverein KFC De Kempen Tielen-Lichtaart.
Nachdem De Roover 2007 in vier Länderspielen der belgischen U-21-Nationalelf zum Einsatz gekommen war, kam er 2009 zweimal in der belgischen A-Nationalmannschaft zum Einsatz.